# Црква Преполовљења празника Педесетнице у Жужељици
Црква Преполовљења празника Педесетнице у Жужељици, насељеном месту на територији Општине Бујановац, православни је храм који припада Епархији врањској Српске православне цркве.
Црква посвећена Преполовљењу празника Педесетнице изграђена је 1896. године, на темељима старе цркве, а освећена исте године од стране тадашњег митрополита скопског Методија. По писању Јована Хаџи Васиљевића (Јужна Стара Србија, књига 2, стр. 371), о томе је сведочио натпис изнад врата цркве.
Иконе на иконостасу са 29 икона дело су иконописца Димитрија Андонова, из 1930. године. У цркви је очувано зидно сликарство, из истог периода када је настао иконостас, рад зографа Атанаса Николића из Велеса.
Звоник и отворена припрата цркве дограђени су 1995. године, а црква је реконструисана 1998. године.